# Agamana cavatalis
Agamana cavatalis är en fjärilsart som beskrevs av Walker 1866. Agamana cavatalis ingår i släktet Agamana och familjen nattflyn. Inga underarter finns listade i Catalogue of Life.